# Rozdilna
Rozdilna (en ukrainien : Роздільна) est une ville de l'oblast d'Odessa, en Ukraine, et le centre administratif du raïon de Rozdilna. Sa population s'élevait à 17 227 habitants en 2024.

## Géographie
Rozdilna est située à 65 km au nord-ouest d'Odessa et à 402 km au sud de Kiev.

## Histoire
Rozdilna a été fondée en 1863 autour d'une gare ferroviaire, lors de la construction du chemin de fer Krasne – Odessa, qui comportait un embranchement vers la Bessarabie (chemin de fer Rozdilna – Iaşi). 
Pendant la Seconde Guerre mondiale, la localité fut prise par les troupes germano-roumaines le 10 août 1941. Elle fut libérée au cours de l'offensive Odessa, le 4 avril 1944, par les troupes du Troisième front ukrainien de l'Armée rouge, qui mirent la main sur un train blindé, 10 trains équipés (dont un train avec des chars et des canons automoteurs) et 148 locomotives à vapeur. 
Rozdilna a le statut de ville depuis 1957.

### En images

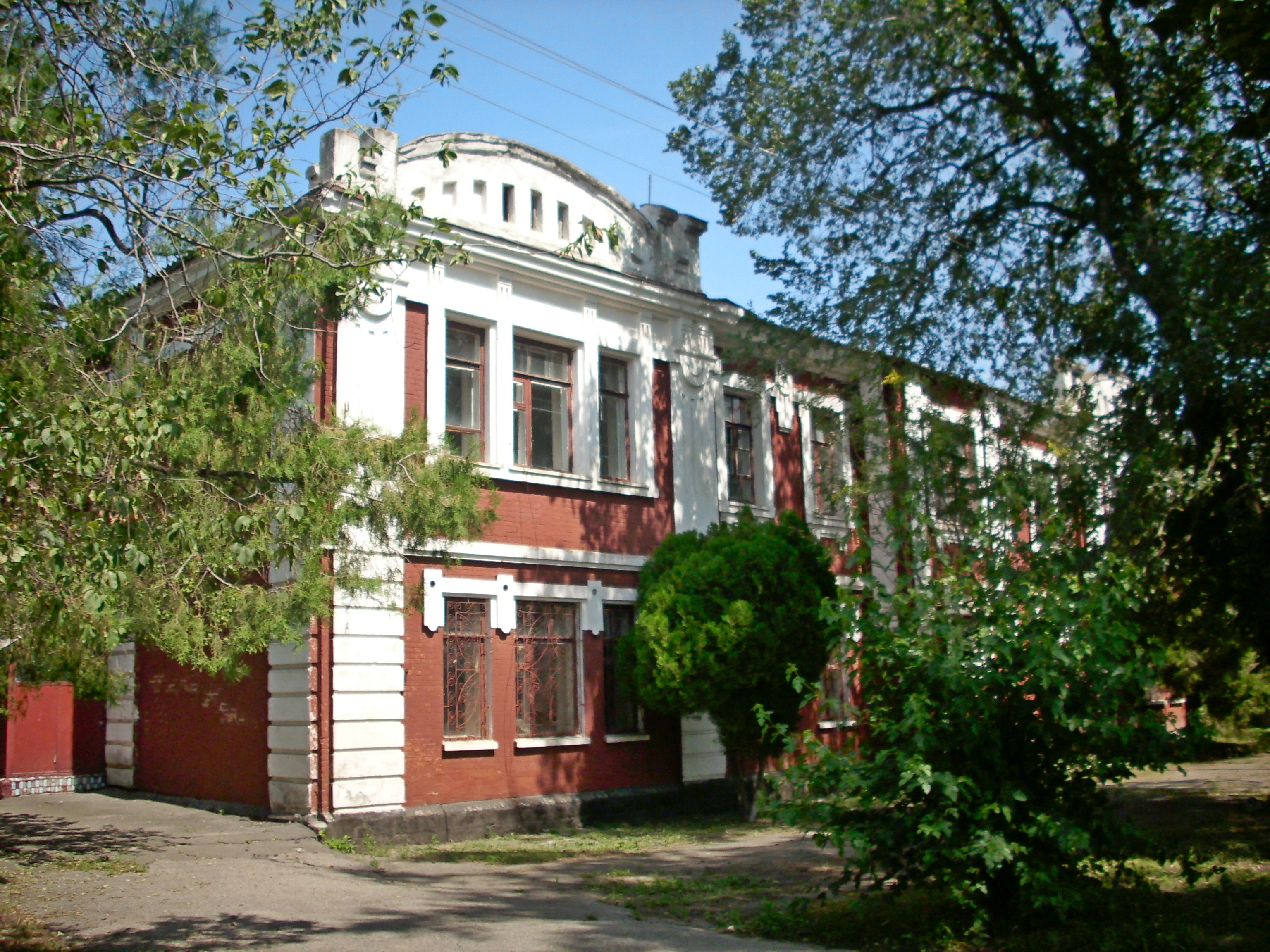
Maison des ouvriers, classée[3],
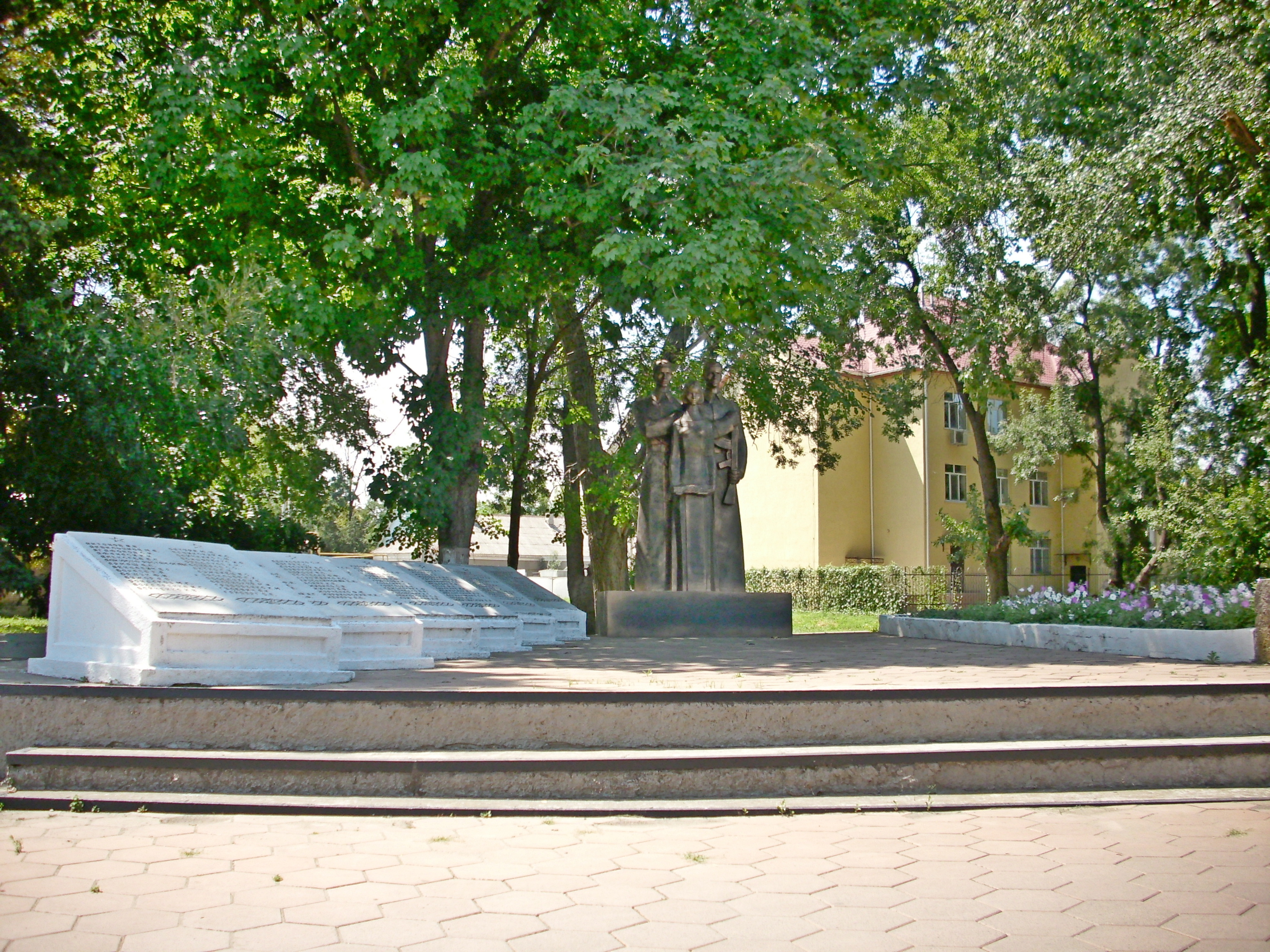
monument aux victimes de la seconde guerre mondiale, classée[4].

## Population
Recensements (*) ou estimations de la population :
| 1923* | 1926* | 1939* | 1959* | 1970*  | 1979*  |
| ----- | ----- | ----- | ----- | ------ | ------ |
| 2 022 | 2 308 | 2 700 | 9 572 | 13 909 | 15 928 |

| 1989*  | 2001*  | 2011   | 2012   | 2013   | 2014   |
| ------ | ------ | ------ | ------ | ------ | ------ |
| 17 995 | 17 754 | 17 931 | 17 894 | 17 904 | 17 930 |

| 2015   | 2016   | 2017   | 2018   | 2019   | 2020 |
| ------ | ------ | ------ | ------ | ------ | ---- |
| 17 995 | 18 015 | 17 954 | 17 913 | 17 858 | -    |